# Gà so ngực đỏ
Arborophila hyperythra là một loài chim trong họ Phasianidae.